# فرودگاه گیا لم
فرودگاه گیا لم (به انگلیسی: Gia Lam Airport) (به زبان بومی: Sân bay Gia Lâm) یک فرودگاه نظامی و همگانی است که یک باند فرود آسفالت دارد و طول باند آن ۲۰۰۱ متر است. این فرودگاه در شهر هانوی کشور ویتنام قرار دارد و در ارتفاع 15.24 m متری از سطح دریا واقع شده‌است.